# Arab Banking Corporation
Die Arab Banking Corporation B.S.C. (auch Bank ABC genannt; arabisch المؤسسة العربية المصرفية, DMG al-Muʾassasa al-ʿarabiyya al-maṣrifiyya) ist eine Bank mit Hauptsitz in Manama in Bahrain, die im Mittleren Osten, in Nordafrika, Europa, Amerika und Asien tätig ist. Sie wurde 1980 gegründet und ist an der Bahrainer Börse notiert. Hauptaktionäre sind die Zentralbank Libyens (59,37 %) und die Kuwait Investment Authority (29,69 %) (Stand: Oktober 2017).

## Geschäftstätigkeit
Die Bank ABC ist ein Anbieter von Handelsfinanzierungen, Treasury, Projekt- und strukturierten Finanzierungen, Syndizierungen, Firmen- und institutionellen Bankgeschäften sowie islamischen Bankdienstleistungen. Zudem bauen sie ihr Retailbanking-Netzwerk in der MENA-Region aus.

## Geschichte
Die Arab Banking Corporation wurde 1980 durch einen Sonderbeschluss des Emirs von Bahrain als Aktiengesellschaft gegründet. Am 7. April 1980 erhielt sie von der Bahrain Monetary Agency eine Lizenz für das Offshore-Banking und nahm im selben Monat den Betrieb auf.
Bis April 1981 waren 750 Millionen USD vollständig von den ursprünglichen drei Aktionären der Bank ABC gezahlt worden: dem Finanzministerium von Kuwait (dessen Aktien inzwischen an die Kuwait Investment Authority übertragen wurden), dem libyschen Finanzministerium (dessen Aktien später an die Zentralbank von Libyen übertragen wurden) und der Abu Dhabi Investment Authority. Im Juni 1990 wurde das eingezahlte Kapital durch ein internationales Aktienemissionsprogramm auf 1 Mrd. USD aufgestockt. Im Juni 2006 wurden die ABC-Aktien im Verhältnis 1:10 gesplittet, was eine Erhöhung des Börsenumsatzes und eine Vergleichbarkeit mit den Aktien anderer an der Bahrainer Börse notierten Aktien bewirken sollte.
Auf einer außerordentlichen Hauptversammlung im April 2008 stimmten die ABC-Aktionäre einer Erhöhung des ausgegebenen und eingezahlten Kapitals von 1 Mrd. USD auf 2 Mrd. USD im Rahmen eines Aktienangebots mit Vorzugsrechten an die bestehenden Aktionäre zu. Am 28. Januar 2010 fand eine weitere außerordentliche Hauptversammlung statt, um unter anderem das ausgegebenen und eingezahlten Kapitals von 2 Mrd. USD auf 3,11 Mrd. USD im Rahmen eines vorrangigen Bezugsrechtsangebots an die bestehenden Aktionäre zu erhöhen.
Im Dezember 2010 erwarb die Zentralbank von Libyen die 17,72%ige Beteiligung der Abu Dhabi Investment Authority an ABC und erhöhte ihren Anteil auf 59,37 %.
Im Juni 2015 erneuerte die Arab Banking Corporation ihre Corporate Identity und änderte ihren Markennamen in Bank ABC. Die Lancierung der neuen Identität der Bank fiel mit dem 35-jährigen Jubiläum zusammen. Die Änderung zu einem einheitlichen globalen Markennamen und einer einheitlichen Corporate Identity wurde am 15. Juni 2015 von allen Niederlassungen der Bank im Mittleren Osten und Nordafrika (MENA), in Europa, Amerika und Asien (mit Ausnahme der Tochtergesellschaft in Brasilien, die ihre eigene Identität als Banco ABC Brasil behalten wird) umgesetzt. Die juristischen Namen der Arab Banking Corporation und ihrer Tochtergesellschaften haben sich nicht geändert.